# Quincy Chiefs
I Quincy Chiefs sono stati una franchigia di pallacanestro della EBA, con sede a Quincy, nel Massachusetts, attivi tra il 1977 e il 1978.
Nella loro unica stagione arrivarono terzi nella Eastern Division, con un record di 12-19. Nei play-off persero i quarti di finale con i Wilkes-Barre Barons. Scomparvero alla fine della stagione.

## Stagioni
| Stagione | Lega | Denominazione | V  | P  | %    | Piazzamento | Play-off         |
| -------- | ---- | ------------- | -- | -- | ---- | ----------- | ---------------- |
| 1977-78  | EBA  | Quincy Chiefs | 12 | 19 | 38,7 | 3º          | Quarti di finale |